# سباق من أجل الحياة
رالي فور لايف هو حدث مشي مجتمعي لجمع التبرعات لصالح الجمعية الأمريكية للسرطان. في كل عام، تنظم أكثر من 5000 فعالية من فعاليات Relay For Life في أكثر من عشرين دولة. يتم عقد الفعاليات في المجتمعات المحلية والحرم الجامعي وكحملات افتراضية. باعتبارها أنجح حملة لجمع التبرعات لجمعية السرطان الأمريكية والحدث المميز للمنظمة، فإن مهمة Relay For Life هي جمع الأموال لتحسين معدلات البقاء على قيد الحياة من السرطان، وتقليل الإصابة بالسرطان، وتحسين نوعية حياة مرضى السرطان ومقدمي الرعاية لهم.
ينظم حدث Relay For Life تحت إشراف لجنة تتابع تطوعية ويتم تنفيذه من قبل المتطوعين. غالبًا ما ينظم كتجمع عام يستمر لعدة أيام، ويمتد طوال اليوم والليلة في مساحة خارجية كبيرة، ويحضر العديد من الأشخاص الخيام ويخيمون حول مسارات المشي. في الوقت الحالي، يشارك ما يقرب من 4 ملايين شخص في فعاليات التتابع في أكثر من 5000 مجتمع في الولايات المتحدة.
وتشير التقديرات إلى أن فعاليات Relay For Life جمعت ما يقرب من 5 مليارات دولار حتى الآن. كان الفريق الأول الذي جمع أكثر من مليون دولار هو فريق Rosebud Miners. أكبر حدث لجمع التبرعات افتراضيًا هو Relay For Life of Second Life، والذي جمع أكثر من 4,000,000 دولار منذ عام 2005.
تُقام فعاليات Relay For Life في البلدان التالية: أستراليا، بلجيكا، برمودا، كندا، فرنسا، الدنمارك، غواتيمالا، هندوراس، أيرلندا، جامايكا، اليابان، لوكسمبورج، ماليزيا، هولندا، نيوزيلندا، الفلبين، البرتغال، جنوب أفريقيا، المملكة المتحدة، الولايات المتحدة وزامبيا.

## تاريخ
بدأ جوردون كلات ‏ في مايو 1985، وهو جراح القولون والمستقيم من تاكوما بواشنطن، ماراثونًا للمشي لجمع الأموال للجمعية الأمريكية للسرطان. نظرًا لأنه كان يستمتع بالماراثونات، فقد سار كلات حول المضمار في ملعب بيكر ‏ بجامعة بوغيت ساوند في تاكوما لمدة 24 ساعة. طوال الليل، دفع الأصدقاء 25 دولارًا للركض أو المشي لمدة 30 دقيقة معه. مشى حوالي 83 ميلاً وجمع 27 ألف دولار لأبحاث السرطان. شاهد ما يقرب من 300 شخص من أصدقاء كلات وأفراد عائلته ومرضاه وهو يركض ويمشي في المسار. بعد هذا الحدث، فكر كلات في كيفية تمكين الأشخاص الآخرين من المشاركة في حدث مماثل في مجتمعهم. قام بتجنيد فريق صغير من الأشخاص لاستضافة سباق مدينة القدر الكلاسيكي لمدة 24 ساعة ضد السرطان.

## سمات
على الرغم من اختلاف جميع المرحلات، إلا أن هناك بعض الميزات المشتركة:
- عشاء الناجي.
- دورة الناجي، والتي تبدأ بها فعالية التتابع.
- دورة افتتاحية، حيث يقوم جميع المشاركين بالدوران حول المسار.
- احتفال لوميناريا، عادة مع وقفة احتجاجية بالشموع.
- حفل ختامي، بما في ذلك اللفة النهائية لجميع المشاركين. يتم منح الجوائز للفرق بناءً على إنجازاتها المختلفة، مثل أكبر عدد من اللفات التي تم قطعها وأكبر قدر من المال الذي تم جمعه.
- حفل "المقاومة" حيث يتعهد المشاركون باتخاذ إجراءات محددة ضد السرطان.

## دورة الناجي وعشاء الناجي
تعرف الجمعية الأمريكية للسرطان الناجي من السرطان بأنه أي شخص شخصت إصابته بالسرطان. في معظم فعاليات التتابع، عقد حفل عشاء للناجين في المجتمع. تستخدم لفة الناجي، والتي غالبًا ما تكون اللفة الأولى في حدث التتابع، لتحديد هوية الناجين. في بعض الفعاليات، يُدعى الناجين للتحدث في فعاليات التتابع لتشجيع المصابين بالسرطان.

## حفل لوميناريا
في Relay For Life، يحتفل المشاركون بالناجين ويتذكرون أولئك الذين فقدوهم بسبب هذا المرض. تهدف مراسم لوميناريا إلى التذكر. خلال هذا الوقت، يُطلب من المشاركين التجمع وتكريم أولئك الذين نجوا من السرطان وتذكر أولئك الذين ماتوا بسبب السرطان. في كثير من الأحيان، يقوم المشاركون بتزيين أكياس لوميناريا. غالبًا ما يتم وضع هذه الأكياس حول المسار ويتم إضاءة الشموع الموجودة داخل الأكياس قبل بدء حفل Luminaria. في بعض فعاليات التتابع، يتم عرض صور مرضى السرطان مع تقديم الأغاني والقراءات.

## حفل الختام
إن حفل الاختتام، الذي يقام في نهاية فعاليات التتابع، هو عندما يتعهد المشاركون باتخاذ الإجراءات ونشر الوعي حول أبحاث السرطان وعلاجاته والوقاية منه. يشجع المشاركين على تنظيم فعاليات في المجتمع لزيادة الوعي بالإقلاع عن التدخين، والفحوصات الروتينية، والتوعية العامة بالسرطان، وفرص التطوع. قد يأتي ممثل من شبكة عمل السرطان التابعة للجمعية الأمريكية للسرطان ‏ (ACS CAN) إلى حدث التتابع ويتحدث عن مشاريع القوانين والتشريعات الخاصة بالوقاية من السرطان والتي تحاول تمريرها بالإضافة إلى تشجيع مشاركة ACS CAN.

## أموال
تذكر جمعية السرطان الأمريكية أن الأموال التي تجمع من خلال فعاليات Relay For Life تذهب إلى الجهود التالية:
- منح البحوث وبرامج البحوث
- برامج الوقاية
- برامج دعم المجتمع والمرضى
- برامج الكشف والعلاج
- جمع التبرعات
- إنشاء نزل الأمل

وفقًا لدراسة أجرتها الجمعية الأمريكية للسرطان في عام 2013، لوحظ ما يلي فيما يتعلق بكيفية تأثير الأموال التي جمعت بواسطة Relay For Life على المجتمعات في جميع أنحاء البلاد:
- تم توفير أكثر من 38 مليون دولار للمرضى من تكاليف الإقامة من خلال توفير مكان مجاني للإقامة من خلال برنامج Hope Lodge
- توفير أكثر من 380 ألف رحلة من وإلى مواعيد العلاج أو الطبية
- ساهم في انخفاض التدخين بنسبة 50% منذ عام 1946
- شهدت حالات الوفاة المرتبطة بالسرطان انخفاضًا بنسبة 20% منذ عام 1991. وهذا يعني إنقاذ أكثر من 1.3 مليون حياة.

## روابط خارجية
- الموقع الرسمي لمبادرة Relay For Life
- جمعية السرطان الأمريكية تتابع من أجل الحياة
- سباق التتابع من أجل الحياة الدولي